# Kanton Saint-Savin (Vienne)
Kanton Saint-Savin (fr. Canton de Saint-Savin) je francouzský kanton v departementu Vienne v regionu Poitou-Charentes. Skládá se z devíti obcí.

## Obce kantonu
- Angles-sur-l'Anglin
- Antigny
- Béthines
- La Bussière
- Nalliers
- Saint-Germain
- Saint-Pierre-de-Maillé
- Saint-Savin
- Villemort